# مد در میلان

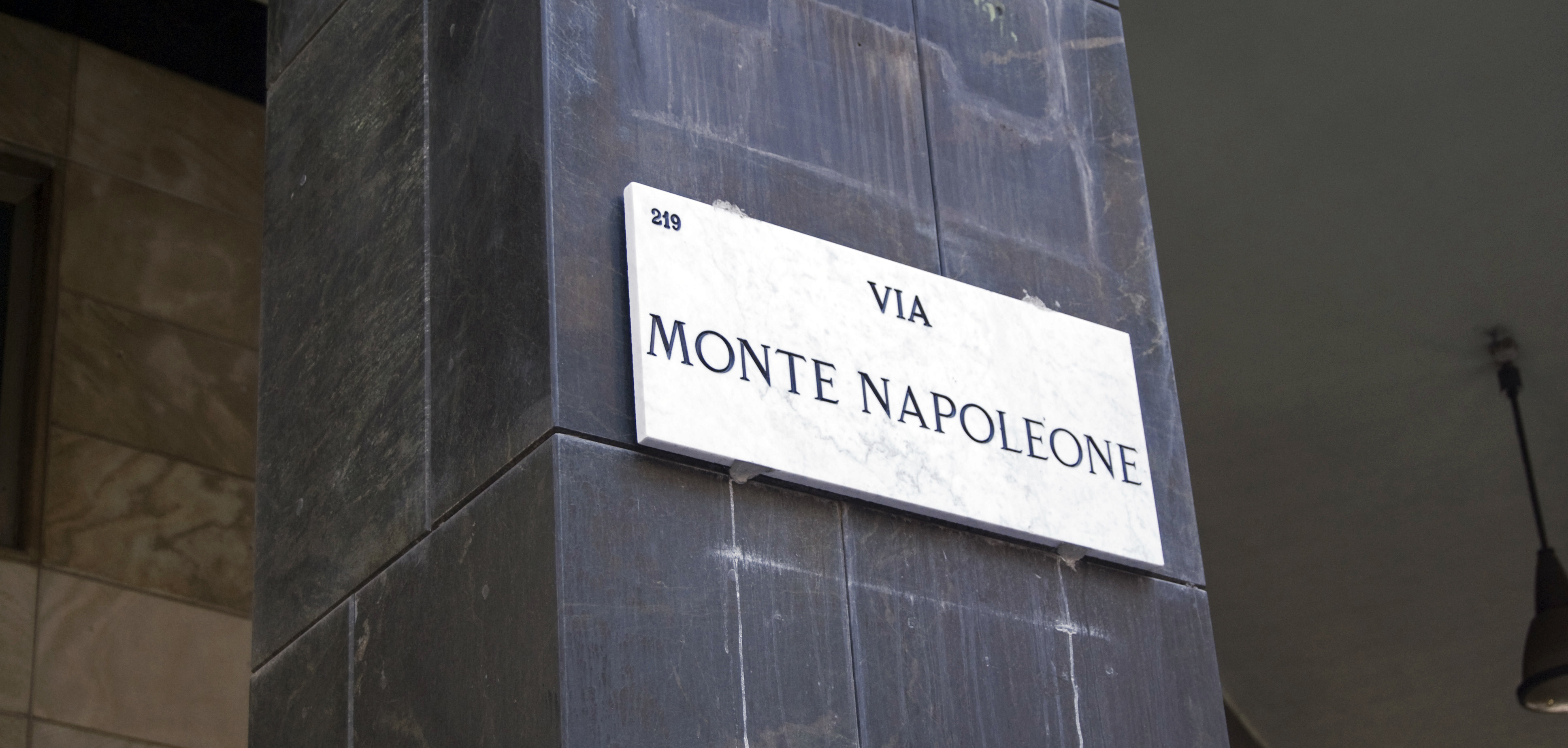
در سال ۲۰۱۰ خیابان مونته ناپولین در میلان یکی از ۶ خیابان دارای فروشگاه‌های لوکس و گران‌قیمت بود

شهر میلان در ایتالیا در کنار پاریس، لندن، توکیو و نیویورک به‌عنوان یکی از پایتخت‌های مد در جهان مطرح شده‌است. گرچه شهرهای بزرگ دیگری همچون روم و فلورانس نیز در زمینه مد فعال هستند اما میلان به‌عنوان مهم‌ترین شهر در صنعت مد و فشن در سطح ایتالیا شناخته شده‌است.
میلان تاریخ بلند بالایی در زمینه صنعت مد، لباس و پارچه دارد. در قرن نوزدهم، این شهر به یکی از قدرتمندترین شهرهای اقتصادی ایتالیا تبدیل شد. شهری که در زمینه صنعت و تجارت توانایی بالایی در ایتالیا ایجاد کرد. هرچند مد در میلان، از مد پاریس بسیار الهام گرفته بود و تأثیر دوخت و طراحی پاریسی که در آن زمان مطرح‌ترین مرکز مد در دنیا بود را می‌توان در آثار پایتخت مد ایتالیا دید، اما طراحی ساده و هوشیارانه طراحان این شهر که الهام گرفته از طبیعت زیبای ایتالیا بود، تفاوت‌های شایانی بین مد در این دو شهر اروپایی ایجاد کرد. با شروع قرن بیستم و ظهور طراحان جدید در این شهر، مد و فشن رونق تازه‌ای گرفت و توانست میلان را به عنوان یکی از پایتخت‌های مد در دنیا مطرح سازد. این پیشرفت را به سادگی می‌توان در افزایش اهمیت مد میلان در صنعت جهانی مد و فشن دید. میلان در دهه‌های پایانی قرن بیستم به ویژه دهه‌های ۱۹۷۰ و ۱۹۸۰ به خوبی مشاهده کرد. رشدی که در دو دهه بعدی و تا شروع سال ۲۰۰۰ نیز ادامه پیدا کرد و این شهر را به عنوان یکی از چهار پایتخت مد جهان معرفی کرد. این شهرت میلان البته به دلیل صنعت لباس آماده (به انگلیسی: Ready-to-wear) چند برابر شده‌است. میلان تأثیر به سزایی در رشد این شاخه از صنعت مد داشت.
در سال ۲۰۰۹ شهر میلان به عنوان پایتخت مد دنیا از سوی مؤسسه Global Language Monitor شناخته شد. البته این شهر در سال ۲۰۱۰ پسرفت محسوسی در زمینه صنعت مد داشت به نحوی که از رده چهارم به رده ششم مهم‌ترین شهر در صنعت مد کشاند. اما صنعت‌گران به سرعت دست به کار شدند و سال بعد از این پس‌رفت بزرگ، نام میلان را به عنوان یکی از چهار پایتخت مد بازگرداندند.

## تاریخچه
مد در میلان در طول زمان تکامل بسیار زیادی پیدا کرده‌است. میلان در قرون وسطا و دوران رنسانس همانند آنچه در ونیز و فلورانس به عنوان مرکز تولید لوازم لوکس در جریان بود، به مرکز مد اروپا بدل شد و در قرن شانزدهم، کلمه نام این شهر با تغییری به "milaner" و "millaner" به عنوان کلمه‌ای با معنای اجناس لوکس مانند، جواهرات، پوشاک و … در زبان انگلیسی رایج شد. این لغت البته در قرن نوزدهم مجدداً دست‌خوش تغییر شد و به کلمه "millinery" به معنای کلاهدوز تغییر شکل یافت.
اما در میانه قرن نوزدهم با شروع واردات ابریشم ارزان از آسیا و همین‌طور ابریشم‌های آفت‌زده و تولیدات شراب، باعث شد این منطقه هرچه بیشتر صنعتی شود. تولید پارچه ادامه یافت و تولید فلزات و مبلمان افزایش پیدا کرد. در سال ۱۸۶۵ اولین فروشگاه بزرگ در کشور ایتالیا توسط برادران باکونی (که در آن زمان نام Alle Città d'Italia را گرفت و بعدها در سال ۱۹۲۱ به لاریناسنته (به ایتالیایی: La Rinascente) تغییر نام داد) را در شهر میلان تأسیس کردند که در عرضه و خرده‌فروشی در ایتالیا تحول بزرگی ایجاد کرد. تا آن زمان هر هنرمند محصولات تولیدی خود را به صورت مستقیم یا با عرضه به فروشگاه‌های کوچک وارد بازار می‌کرد. اما با شروع با تأسیس اولین فروشگاه بزرگ خرده‌فروشی توسط برادران باکونی، سیستم فروش به یک‌باره متحول شد و عرضه محصولات سیستمی مدرن به خود گرفت. از آن پس ایتالیا شاهد شکل‌گیری فروشگاه‌های خرده فروشی بسیاری در سراسر کشور بود.

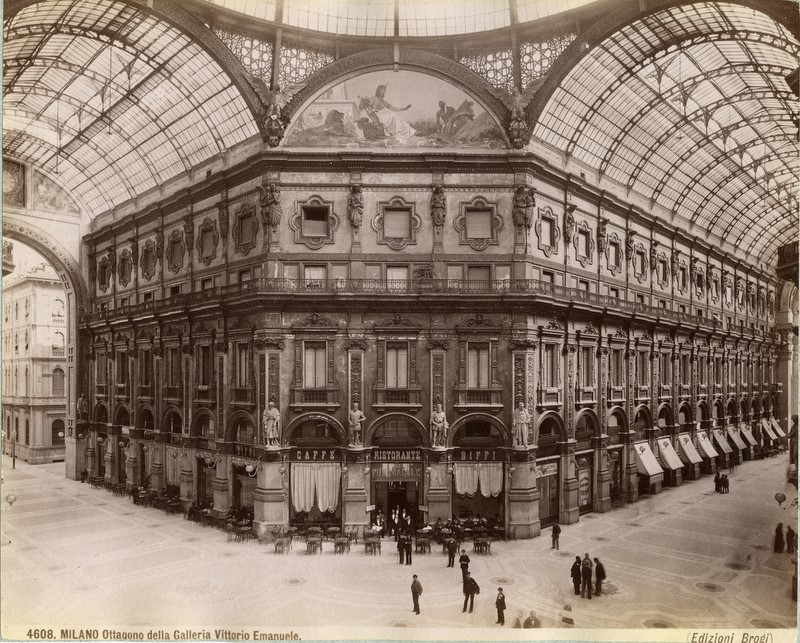
گالری ویتوریو ایمانوئلو دوم در سال ۱۸۸۰.

براساس شناختی که از مردم میلان وجود دارد، مد میلان به عنوان یکی از مدهای تأثیرگذار که آن را مد آگاهانه نیز می‌توان نام نهاد در پایان قرن ۱۸ و ابتدای قرن ۱۹ مورد توجه بود. تا آن زمان اما مد میلان هم‌چنان متأثر از مد پاریس بود که در آن زمان همچنان به عنوان مهم‌ترین شهر در سازماندهی و معرفی مد مورد استقبال مردم سراسر اروپا و جهان قرار داشت و هم‌چنان سلیقه بسیاری از افراد، بیش از هر مد دیگری، معطوف به مد پاریس است. این مسئله اما مختص به مدهای خاص نیست و این تأثیرگذاری در مدهای ساده، سامبر و حتی روش آرایش و دکورایسون منزل نیز صادق است و با تأکید بر روش دوخت و استفاده از انواع پارچه بیش از پیش به چشم می‌آید. سلیقه معمول مد میلان به سرعت در میان مجله‌های مد که در این شهر منتشر می‌شدند، محبوب شد و مورد توجه قرار گرفت و باعث شد هر روز بیشتر و بیشتر به این سبک علاقه‌مند بشوند و آن را پیگیری کنند که همین امر در رشد و فراگیری مد میلان بسیار مؤثر بود. شهر میلاد تعداد بسیاری طراح و خیاط داشت که براساس آمارهای موجوداین تعداد در انتهای قرن نوزدهم رشد به سزایی داشتند. براساس آمارهای موجود، در سال ۱۸۸۱ تعداد طراحان و خیاط‌های شهر میلان به ۲۴۹ نفر می‌رسید که این تعداد در پنج سال رشد بسیاری داشت و در سال ۱۸۸۶ به ۳۸۳ نفر رسید. در این سال‌ها، میلان به عنوان یکی از قدرت‌های اقتصادی-صنعتی در ایتالیا به‌شمار می‌آمد که تنوع مد و صنعت پوشاک رشد بسیاری را نشان داد. اقتصاد این شهر بیش از آن که متکی بر کارخانه‌های بزرگ باشد، به کارگاه‌های متنوع و بسیار کوچک وابسته بود. (براساس سرشماری سال ۱۸۸۱) اهمیت صنعت پوشاک تا شروع قرن بیستم نیز ادامه داشت به‌طوری‌که ۴۲۷۱۱ از ۱۷۵۸۷۱ نفر کارگر فعال در سال ۱۹۱۱ در این شهر فعال در حوزه پوشاک بودند.
پس از آن در قرن بیستم، میلان به یکی از بزرگ‌ترین مراکز تولید ابریشم و پارچه در اروپا تبدیل شد. این درحالی بود که در دهه‌های ۱۹۵۰ و ۱۹۶۰ فلورانس پایتخت مد ایتالیا و مرکز آلتا مد ایتالیایی بود و همتراز دوخت سفارشی پاریس به‌شمار می‌رفت.
در دهه ۱۹۷۰ اما مد میلان بسیار فریبنده‌تر شد، در این مسئله طراحی‌های رسمی و گران‌قیمت فلورانس نیز مؤثر بود که جای خود را به مد میلان دادند. همین امر باعث شد از این دهه، میلان به یکی از مقاصد خریداران لباس تبدیل شود و فروشگاه‌های خرده فروشی، مزون‌ها و فروشگاه‌های لباس سفارشی به سرعت رشد کردند. مد میلان هم‌چنین به دلیل ظرافت در طراحی و سادگی لباس‌هایش، گوی سبقت را از مد فلورانس و مد پاریس نیز ربوده‌است. در دهه ۱۹۷۰ هم‌چنین این شهر به یکی از پایتخت‌های لباس آماده پوشیدن برای مردان و زنان تبدیل شد، پایتختی که پیش از این بین فلورانس و پاریس در گردش بود. میلان از اواخر دهه ۱۹۸۰ و اوایل دهه ۱۹۹۰، شهرت جهانی خود را به عنوان یکی از پایتخت‌های مد در جهان شروع کرد. این رشد، تنها در آستانه سال ۲۰۰۰ کاهش یافت (که براساس اطلاعات گلوبال لنگویج مانیتور، نسبت به هم هم‌سنگان خود یعنی نیویورک، پاریس و لندن، افت شدیدی را تجربه کرد)، همواره رشد در صنعت پوشاک را در آمارها نشان داده‌است. این رشد به حدی زیاد شد که در سال ۲۰۰۹، این شهر به عنوان پایتخت مد جهان معرفی گردید. The city left the top four in 2010 going to sixth place, در سال ۲۰۱۰ مجدا میلان در صنعت مد کاهش جایگاه یافت و به رتبه ششم رسید، اما در سال ۲۰۱۱ میلان مجدداً به جایگاه چهارم مهم‌ترین شهر مد جهان بازگشت.

## طراحان مد، خانه‌های مد و آژانس‌های مدلینگ

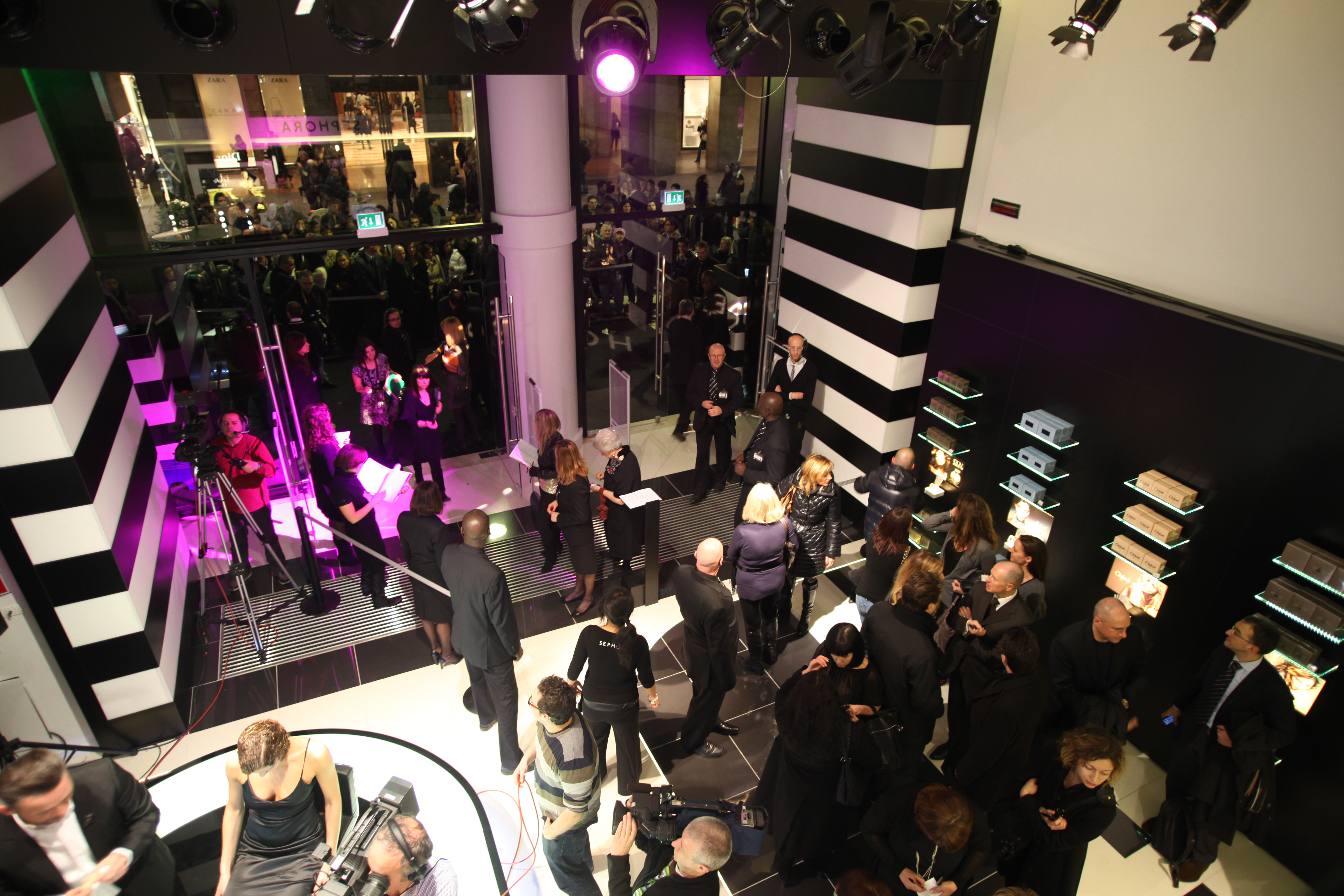
هفته مد میلان سال ۲۰۱۰

### طراحان مد
میلان شهریست که بسیاری از طراحان مطرح مد در آن حضور دارند، از آن جمله می‌توان به جورجو آرمانی، ولنتینو گراوانی، گیانی ورساچه، جان‌فرانکو فرره، میوتسو پرادا، کریزیا، موسکینو، اترو، تروساردی، میسونی ودولچه و گابانا اشاره کرد

### خانه‌های مد و برندها
بیشتر خانه‌های مشهور مد ایتالیا در میلان واقع شده‌اند، بسیاری از این خانه‌های مد حتی در شهرهای دیگر ایتالیا تأسیس شده بودند، اما برای نزدیکی به این پایتخت مد، دفاتر خود را به این شهر منتقل کرده‌اند. در میان این خانه‌های مد می‌توان به پرادا، ولنتینو اسپا، آرمانی، بوتگا ونتا، کانالی، کاستم نشنال، دولچه و گابانا، ورساچه، میسونی، جوزپه زانوتی، موسکینو، لوکساتیکا، تروساردی، اترو، میو میو، تادس، تروساردی و کمپانی تولید عینک لوکسوتیکا اشاره کرد.

### موسسات و آژانس‌های مد
همان‌طور که انتظار می‌رود، موسسات و آژانس‌های مد و فشن بسیاری نیز مانند مدل‌های بین‌المللی بئاتریس، د منیجمنت گروپ، آژانس مدلینگ وای نات، مؤسسه مارانگون و کالج طراحی مد میلان در این شهر فعال هستند.

## هفته مد میلان
میلان نیز همچون سایر مراکز مد در جهان دارای هفته مد است که یکی بهار و دیگری پاییز. ن رویداد دنیای فشن، از سال ۱۹۵۸ در کنار هفته مد لندن، هفته مد پاریس و هفته مد نیویورک به یکی از مطرح‌ترین رویدادهای جهان در زمینه مد و لباس تبدیل شده‌است.

## محله‌ها و مناطق خرید
مهم‌ترین خیابان برای خرید و بازدید از آخرین مدها در میلان، پیاتزا دل دوآمو (به ایتالیایی: Piazza del Duomo) و Quadrilatero della Moda هستند. اما بین این دو خیابان دومی بسیار مشهورتر است و به عنوان یکی از پیشروترین خیابان‌های فروش و خرده فروشی در دنیا شهرت دارد. براساس آخرین رنک‌های بین‌المللی این خیابان یکی از شش خیابان گران در دنیاست که به ازای اجاره هر فوت مربع مبلغی بالغ بر ۷۷۰ دلار در سال باید پرداخت شود. این خیابان یکی از بهترین خیابان‌های دنیا برای مد و پوشاک زنان به‌شمار می‌رود.
به غیر از این دو خیابان، خیابان‌های بسیار دیگری نیز هستند که برای خرید مهم به حساب می‌آیند، خیابان‌هایی مانند Via Dante, Corso Buenos Aires, Piazza San Babila و Corso Vittorio Emanuele II. کورسو بوینس آیرس یکی از بزرگ‌ترین خیابان‌های اروپا نیز به‌شمار می‌آید. محله بررا و بوهمیان یکی از مراکز مد است و بوتیک‌های بسیاری را در خود جای داده‌است. البته به غیر از این خیابان‌ها، خیابان‌های بسیاری در میلان وجود دارد که برای خرید مناسب هستند. بسیاری از این خیابان‌ها بیشتر به درد جوانان یا افرادی که به دنبال لباس ارزان می‌گردند نمی‌خورد، اما در خیایان‌های اطراف این مناطق، فروشگاه‌های بسیاری برای هر سلیقه یافت می‌شود.

### نگارخانه

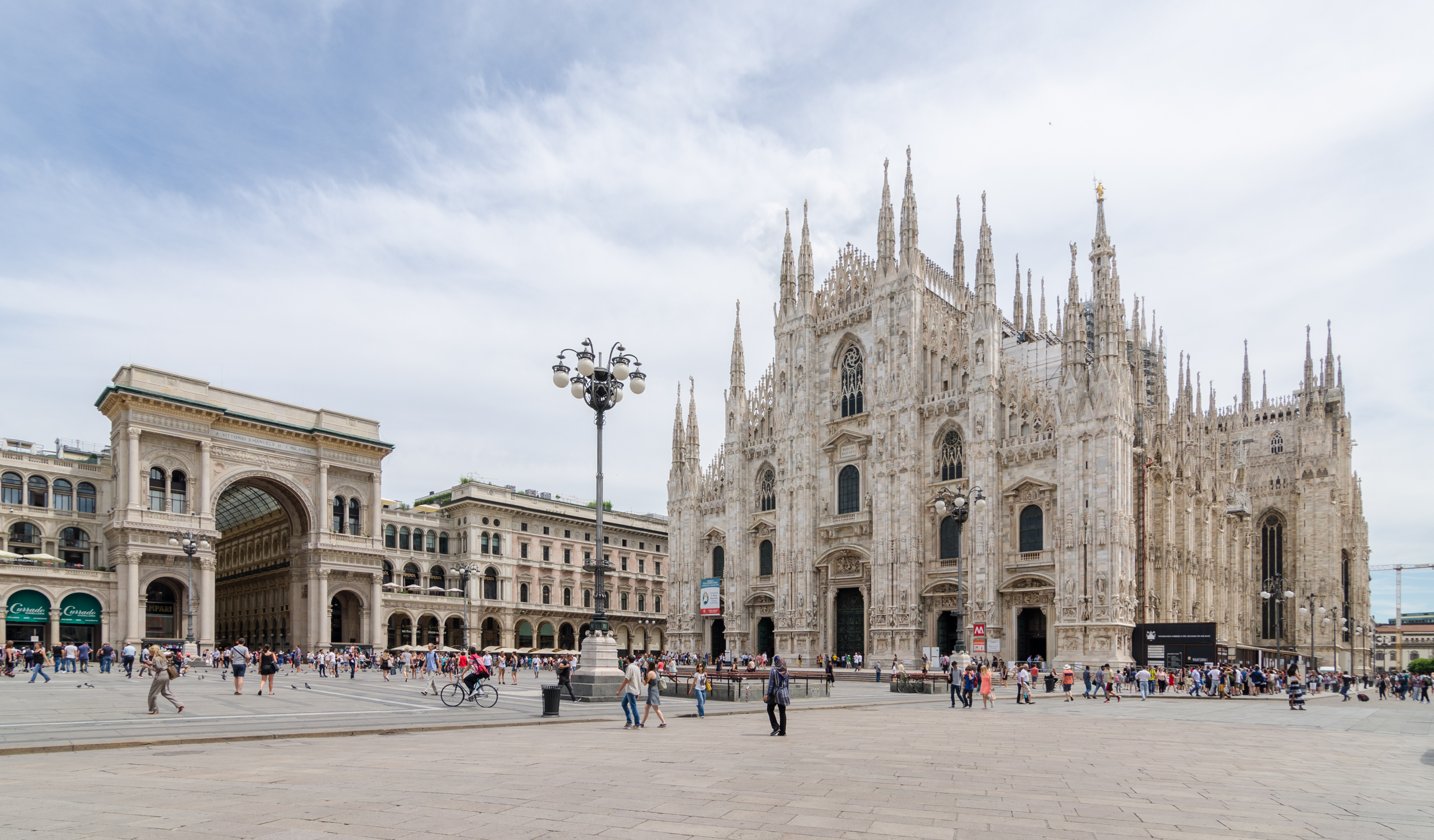
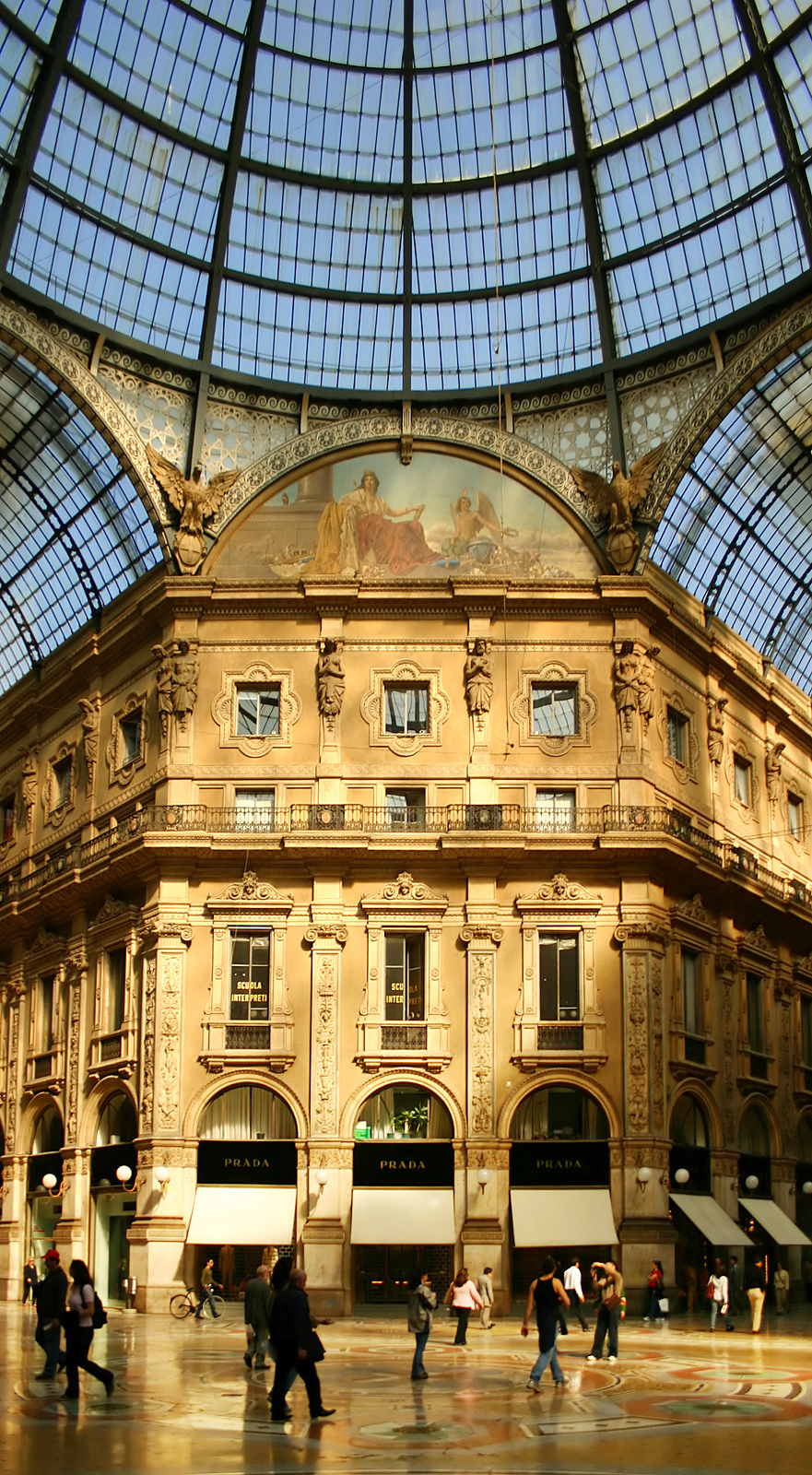
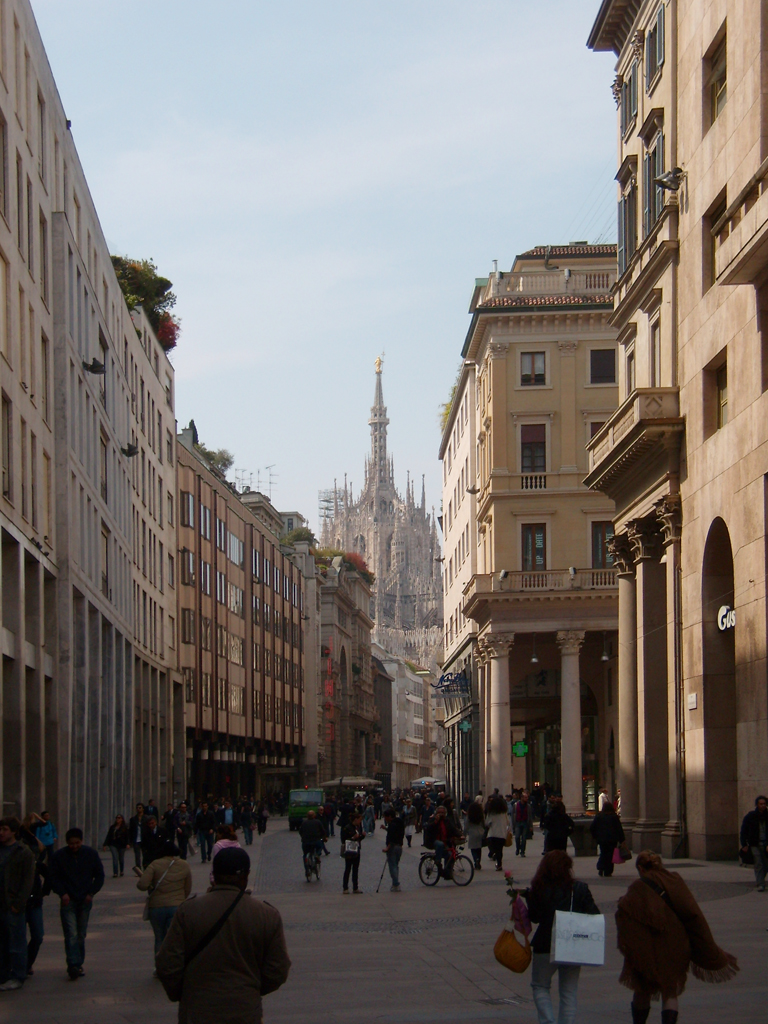
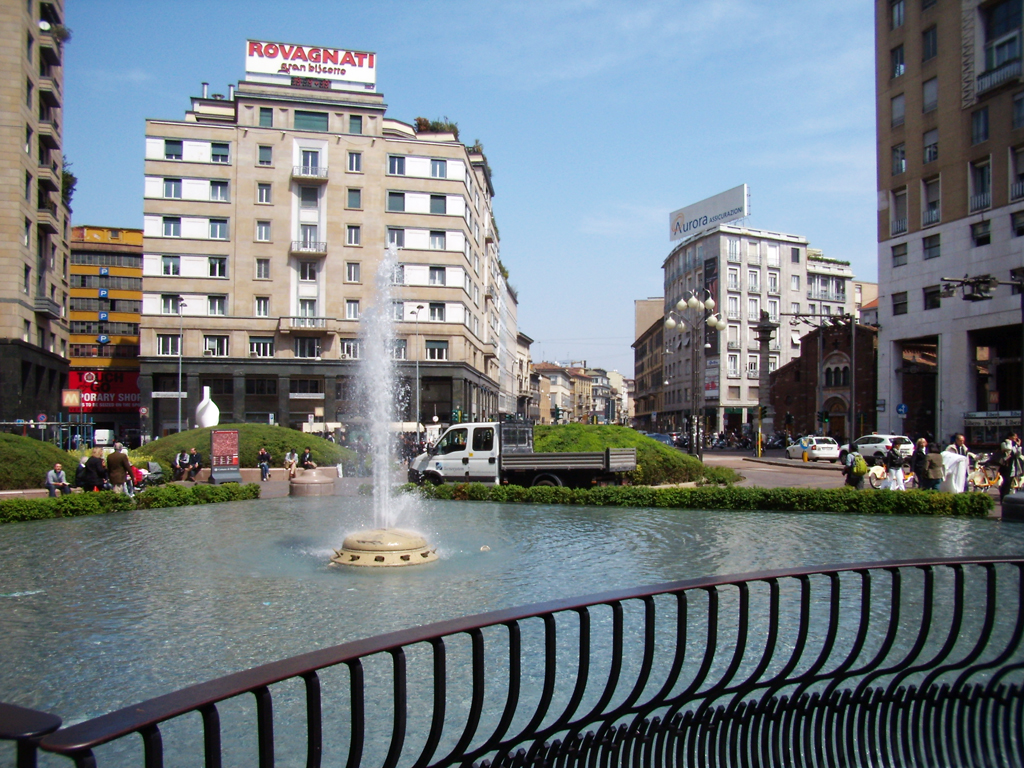
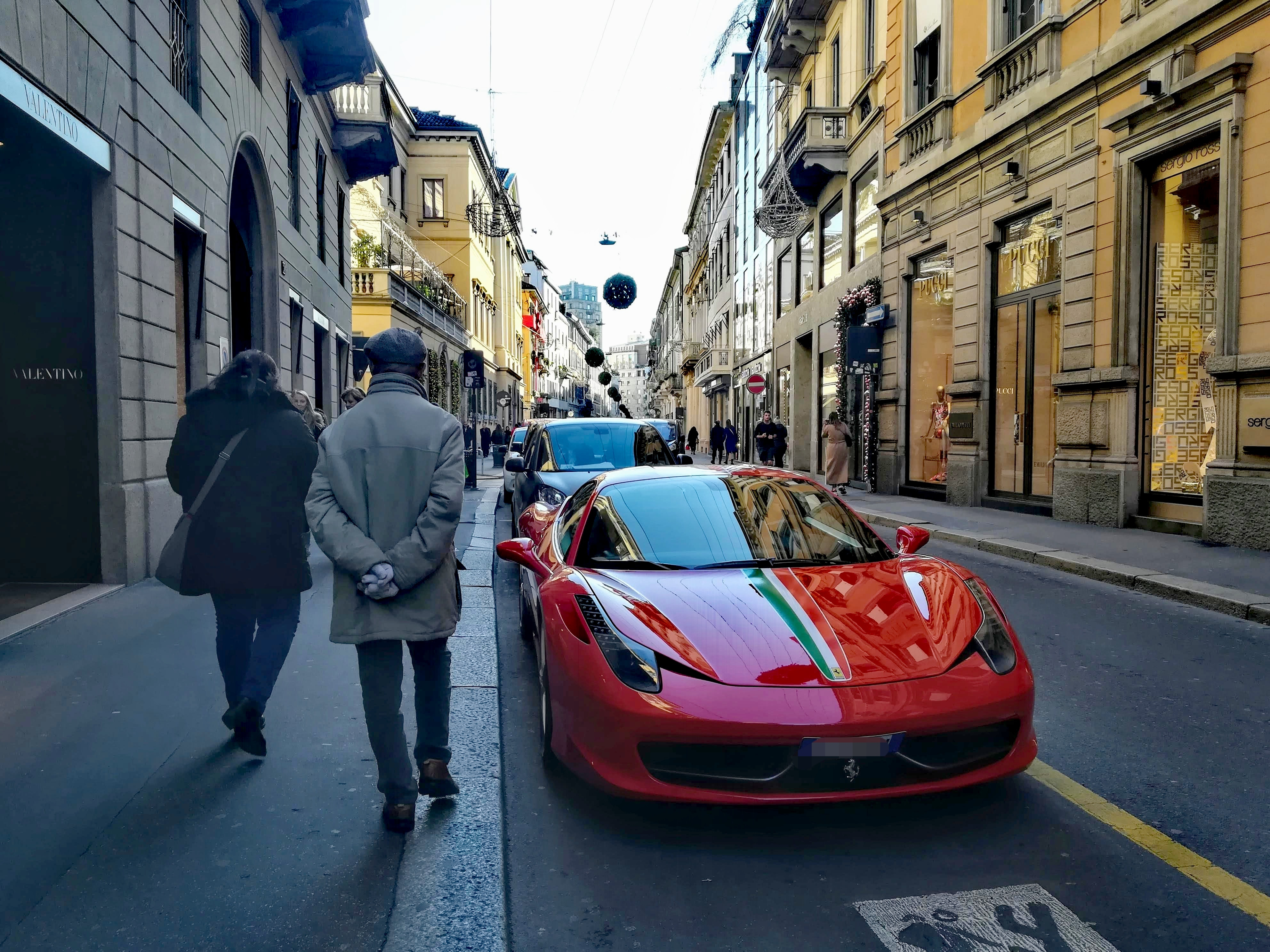
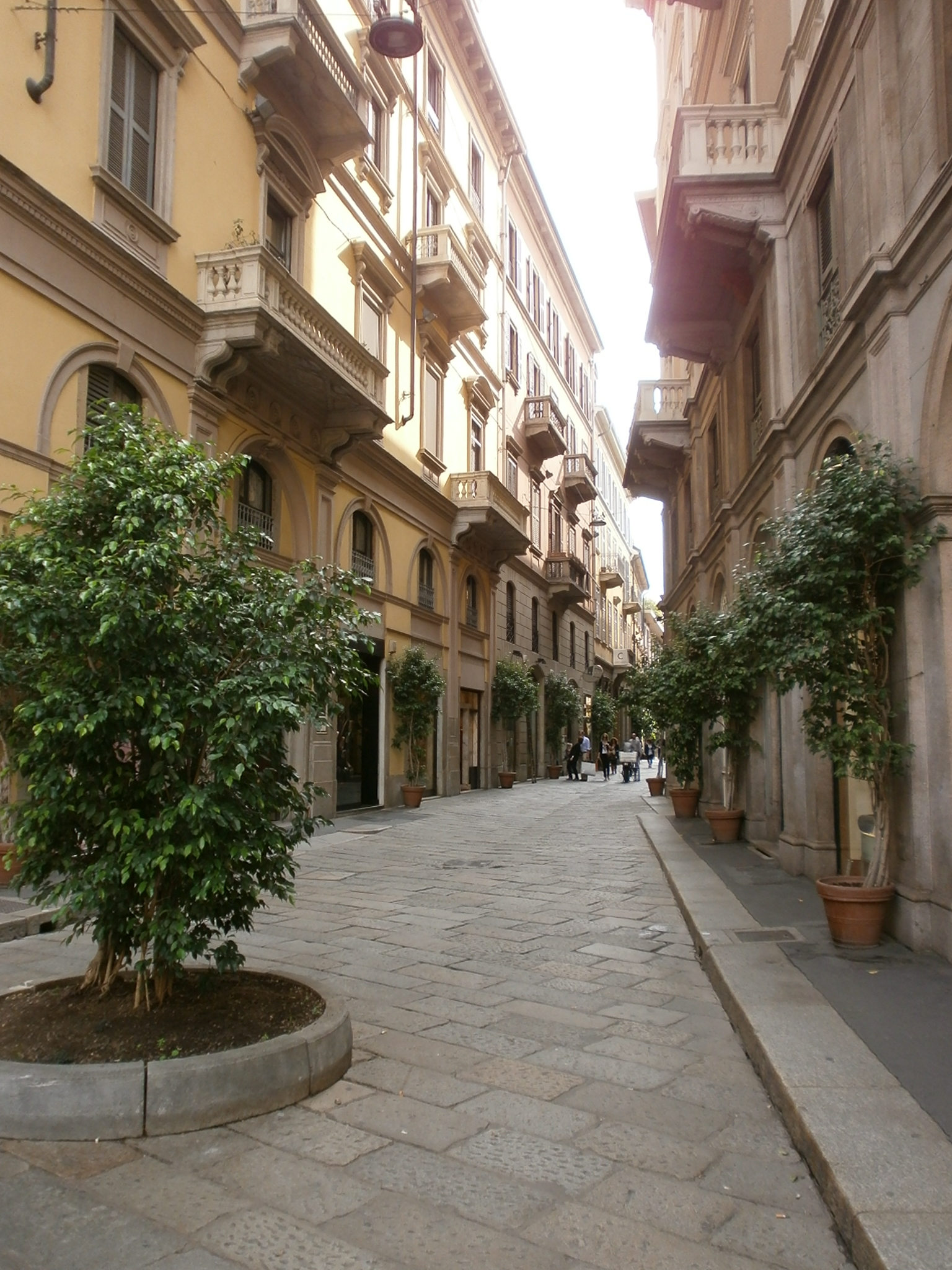